# 馬特蘭山
馬特蘭山，又稱甘木林山、白木林山，位於臺灣雪霸國家公園境內，雪山步道9公里東南方約200公尺崩壁山頭，行政區域屬臺中市和平區平等里。山頂海拔3666公尺，無基石，為十翠之首。